# Abbéville-la-Rivière
 Abbéville-la-Rivière  es una población y comuna francesa, en la región de Isla de Francia, departamento de Essonne, en el distrito de Étampes y cantón de Étampes.

## Demografía
| Gráfica de evolución demográfica de Abbéville-la-Rivière entre 2004 y 2019 |
|                                                                            |

Fuentes: INSEE.

## Políticos
Elecciones Presidential Segunda Vuelta:
| Elección | Elección | Candidato Ganador | Partido | %     |
| -------- | -------- | ----------------- | ------- | ----- |
|          | 2022     | Marine Le Pen     | RN      | 54,91 |
|          | 2017     | Marine Le Pen     | FN      | 55,24 |
|          | 2012     | Nicolas Sarkozy   | UMP     | 64,36 |
|          | 2007     | Nicolas Sarkozy   | UMP     | 75,26 |
|          | 2002     | Jacques Chirac    | RPR     | 77,85 |